# FSO Polonez 2000 Rally
FSO Polonez 2000 Rally – polski samochód rajdowy produkowany przez Fabrykę Samochodów Osobowych oraz Ośrodek Badawczo-Rozwojowy Samochodów Osobowych w Warszawie. Powstał w 1978 zaraz po premierze seryjnego Poloneza. Startował na licznych imprezach ale dopiero 1 stycznia 1979 roku otrzymał homologację do Grupy IV.

## FSO Polonez 2000 Grupy IV
Historia rajdowego Poloneza rozpoczyna się w 1978. Startował on na imprezach sportowych jako auto pokazowe, dopiero 1 stycznia 1979 roku dostał homologację do Grupy IV.
Nadwozie zostało odchudzone, wewnątrz znajdowała się klatka bezpieczeństwa spełniające minimum homologacyjne. Samochód z zewnątrz wyglądał następująco: nie miał listew bocznych, poszycie było w pełni metalowe, maska została pozbawiona wszystkich wzmocnień. Stosowano osłony antykorozyjne zamiast poszerzeń, samochód posiadał felgi i lusterka chromowane Cromodora. Samochód posiadał lakier biały z czerwonym pasem na boku. Z przodu był zamocowany zestaw baterii firmy Cibie. Samochód posiadał zderzaki bayfleksowe z wyciętymi otworami dla zmniejszenia masy pojazdu. Przy przednim zderzaku zamontowano chlapacze po obu stronach aby woda nie przelewała się przez maskę. W środku pojazdu została zamontowana odchudzona deska rozdzielcza z seryjnego Poloneza, która posiadała dodatkowe wskaźniki i całe rajdowe wyposażenie. W pojeździe zastosowano dwa liczniki Halda Twinmaster oraz radiotelefon firmy Unitra.
Samochód posiadał system bezpieczeństwa z którego należy wymienić centralny wyłącznik prądu oraz system gaśniczy na trzech gaśnicach halonowych. Pojazd miał zbiornik paliwa o pojemności 72 litrów.
Samochód jeździł na zmodyfikowanym silniku 2.0 DOHC który posiadał cztery gaźniki marki Weber po jeden na każdy cylinder lub wtrysk mechaniczny. Osiągał moc 170/185 KM. Zastosowano sprzęgło metalowe, kłową skrzynię biegów marki Colotti w pięciu wersjach przełożeń, tylny most ze szperą także tej marki. Zawieszenie było na uniballach, amortyzatory marki Bilstein. Tylny most był wzmocniony drążkiem Panharda. Samochód posiadał układ hamulcowy z Porsche 911 RS z tarczami wentylowanymi 254 mm.

## Walter Wolf Racing
Samochód po otrzymaniu homologacji do grupy IV zostaje oficjalnie sponosorowany przez Walter Wolf Racing i startuje w kolorze ciemnogranatowym z czerwonym pasem na boku karoserii. Polonez w barwach Walter Wolf Racing startował na drogach szutrowych w felgach produkcji Cromodora a na rajdach asfaltowych w felgach marki ATS. Jeden egzemplarz Poloneza Walter Wolf Racing został eksportowany do Kanady.

## FSO Polonez 2000 Grupy II
1 kwietnia 1980 Polonez otrzymał homologację do grupy II. Z samochodu znikają malowania Walter Wolf Racing na rzecz malowań narodowych, białe nadwozie i czerwony pas na boku karoserii. W samochodzie zostają stosowane tylko silniki na gaźniku. Felgi z Cromodora zmieniają się na felgi marki ATS z kutego magnezu, pojazd otrzymuje laminatowe klapy, błotniki i poszycia drzwi. W samochodzie zamontowano laminatowe poszerzenia, deskę rozdzielczą marki VDO, lusterka firmy Vitaloni. Reflektory Cibie zamontowane w zwykłej konfiguracji lub w jednej linii pod zderzakiem.
Tym samochodem załoga Maciej Stawowiak i Ryszard Żyszkowski zdobywa punkty w klasyfikacji generalnej WRC podczas rajdu Portugalii w 1980 roku.

## FSO Polonez 2000 Grupy B
1 kwietnia 1984 Polonez otrzymał homologację do grupy B. W samochodzie tym stosowano gaźniki, wtrysk mechaniczny i wtrysk elektroniczny. Zastosowano szyby boczne z poliwęglanu, małe stalowe zderzaki z seryjnego Poloneza C. Zamontowano przednie spoilery z kierownicami strug powietrza, które kierowały powietrze na wycięte wloty pod zderzakiem w celu chłodzenia hamulców. Z Poloneza zdemontowano chromowane dodatki i gumową lotkę sprzed przedniej maski. Polonez ten posiadał moc około 210 koni mechanicznych.
Zastosowano żółty lakier z ciemnoniebieskimi czworobokami i pasami czyli malowanie FSO Sport.
Na początku lat 90 FSO Sport i OBRSO wycofało się ze startów w rajdach samochodowych. Wszystkie egzemplarze zostały rozebrane i sprzedane na części. Dziś można spotkać tylko repliki rajdowych Polonezów.

## Dane techniczne[2][3]

### Silnik i przeniesienie napędu
- Silnik czterocylindrowy DOHC, zamontowany wzdłużnie z przodu z chłodnicą oleju (od Fiata 132 - Fiat Twin Cam)
- Pojemność skokowa – 1995 cm³
- Moc maksymalna – 191 KM przy 6900 obr./min
- Maksymalny moment obrotowy - 229 Nm przy 6100 obr./min
- Zawory - 8 (po 2 na cylinder)
- Zasilanie paliwem - 2 podwójne gaźniki Weber IDF, gardziel 48 mm
- Dolot - sportowy filtr powietrza firmy K&N
- Wydech - kolektor wydechowy 4-2-1, średnica 50 mm, tylko tłumik środkowy
- Sprzęgło - suche jednotarczowe firmy Sachs o średnicy 215 mm
- Skrzynia biegów - 5-biegowa, kłowa Colotti dog-leg
- Tylny most - podparty drążkiem Panharda i dodatkowym wzmocnieniem
- Szpera - Colotti Coppia Frenata, wstępne spięcie 40%
- Napęd - na tylne koła przez wał napędowy i tylną oś

### Podwozie
- Zawieszenie przód - amortyzatory firmy Bilstein w sprężynach
- Zawieszenie tył - resor trzypiórowy sklepany na płasko i amortyzatory firmy Bilstein
- Hamulce przód - tarcze hamulcowe o średnicy 253,3 mm (od Porsche  911 RS)
- Hamulce tył - seryjne
- Hamulec ręczny - hydrauliczny oparty na pompie sprzęgła od Fiata 125p
- Koła - 13 calowe felgi aluminiowe ATS o szerokości 8 cali
- Opony - oryginalne Michelin, Uniroyal, Dunlop

### Nadwozie
Typ - pięciodrzwiowe hatchback
- Długość/szerokość/wysokość – 4320/1650/1420 mm
- Rozstaw osi - 2510 mm
- Akumulator - przeniesiony do tyłu do komory bagażnika
- Zbiornika paliwa – 72 l

### Dynamika
- Przyspieszenie 0-100 km/h – ok. 5-6 s